# 大阪薫英女学院中学校・高等学校
大阪薫英女学院中学校・高等学校（おおさかくんえいじょがくいんちゅうがっこう・こうとうがっこう）は、大阪府摂津市正雀にある、学校法人薫英学園が運営する私立中学校・高等学校。通称「くんえい」、「薫英」。そのローマ字表記 (Kunei) から俗に「クネイ」とも呼ばれる。

## 沿革
- 1931年 - 薫英女子学院として設立
- 1948年 - 新制薫英高等学校となる
- 1997年 - 大阪薫英女学院高等学校と改称、中学校設置

## 学科
- 国際科
  - 国際特進コース
  - 国際進学コース
- 普通科
  - 文理特進コース
  - 英語進学コース
  - 総合進学コース
  - スポーツ・特技コース

## 部活動
1977年に、全国高等学校総合体育大会陸上競技大会（インターハイ）で女子総合優勝の実績がある。特に長距離走では2014年・2016年に全国高等学校駅伝競走大会（女子の部）で2回全国優勝の実績がある。

## 出身者
- 大森菜月 - 陸上中・長距離走、マラソン選手
- 松田瑞生 - 陸上中・長距離走、マラソン選手
- 前田穂南 - 陸上中・長距離走、マラソン選手
- 加賀山恵奈 - 陸上中・長距離走選手
- 高松望ムセンビ - 陸上中・長距離走選手
- 高松智美ムセンビ - 陸上中・長距離走選手
- 森岡奈菜未 - バスケットボール選手、日立ハイテク クーガーズ所属
- 谷村美月 - 俳優 2009年卒

## アクセス
- 阪急京都本線正雀駅 徒歩5分
- JR京都線（東海道線）岸辺駅 徒歩10分
- 大阪モノレール摂津駅 徒歩15分